# Навколобайкальська залізниця
Навколобайкальська залізниця (НБЗ; рос. Кругобайкальская железная дорога) — назва, що використовувалося за часів будівництва (1899—1905) і перших років експлуатації дільниці Байкал — Мисова Забайкальської залізниці в Росії, 260 км завдовжки (з 1934 року дільниця входить до Східно-Сибірської залізниці). Адміністративно НБЗ ніколи не існувала — діяло Управління з будівництва Навколобайкальської залізниці.
Наразі під НБЗ мається на увазі тупикова з 1956 року дільниці Байкал — Слюдянка II.
До 1949 року по всій НБЗ проходив основний хід Транссибірської магістралі, частина якого від станції Іркутськ-Пасажирський до станції Слюдянка II була переведена на новозбудовану дублювальну дільницю залізниці від Іркутська до Слюдянки безпосередньо через Олхинське плато. Дільниця Слюдянка II — Мисова є частиною Транссибірської магістралі на теперішній час.
Після введення до експлуатації 1949 року дублювальної дільниці через Олхинське плато лінія Іркутськ — Байкал— Слюдянка втратила колишнє значення. Дільниця від Іркутська до станції Байкал, що проходила лівим берегом Ангари, 1956 року була розібрана і повністю затоплена 1958 року водами Іркутського водосховища після будівництва Іркутської ГЕС. Таким чином, дільниця Байкал — Слюдянка II стала тупиковою.
Відлік кілометрів на НБЗ ведеться від станції Іркутськ-Сортувальний, яка до 1934 року була адміністративною межею Томської і Забайкальської залізниць. Станція Байкал знаходиться на 72-му кілометрі від цієї точки відліку, станція Слюдянка II — на 161-му.
Дільниця НБЗ від міста Слюдянка до селища Байкал, що проходить берегом озера Байкал уздовж підніжжя Олхинського плато, є унікальною пам'яткою інженерного мистецтва.

## Історія
Сибірський залізничний шлях, що згодом одержав назву Транссибірської магістралі, при проектуванні був розділений на сім ділянок, серед яких був Навколобайкальський, маршрут, що мав був пройти від Іркутська до пристані Мисова (нині місто Бабушкін) на східному березі Байкалу.

### Вишукувальні роботи

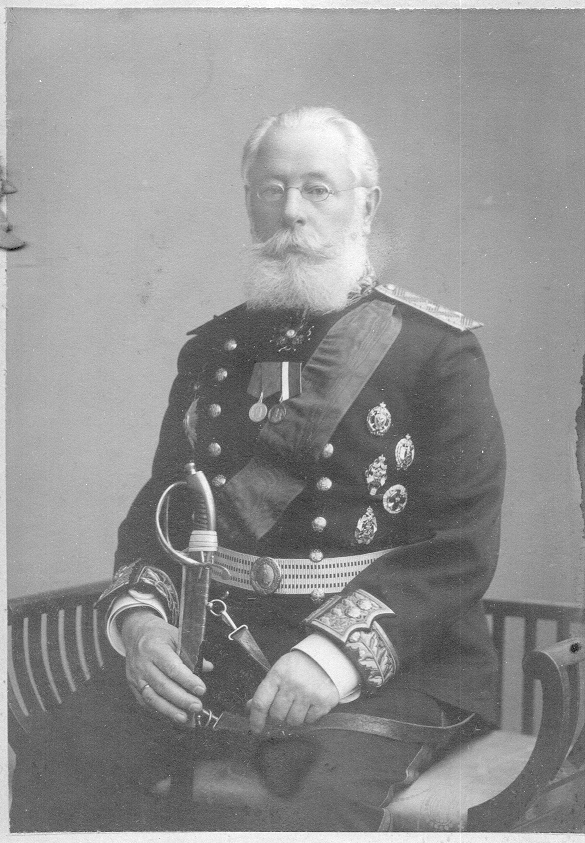
Ф. К. Дриженко — керівник Гідрографічної експедиції на Байкалі

Початкові вишукувальні роботи були проведені за участю А. І. Штукенберґа в 1836—1840 роках. Остаточний етап робіт із визначення маршруту першої ділянки Навколобайкальської залізниці, від Іркутська до озера Байкал, був проведений 1894 року.
Спочатку передбачалося побудувати понтонний міст і вести дорогу правим берегом річки Ангари (лівий берег був надскладний), однак згодом цей варіант було визнано недоцільним: рівень води в Ангарі був схильний до частих коливань, а під час льодоходу переправа і зовсім була б недоступна. Тому згодом дорогу від Іркутська вирішили прокладати по лівому березі.

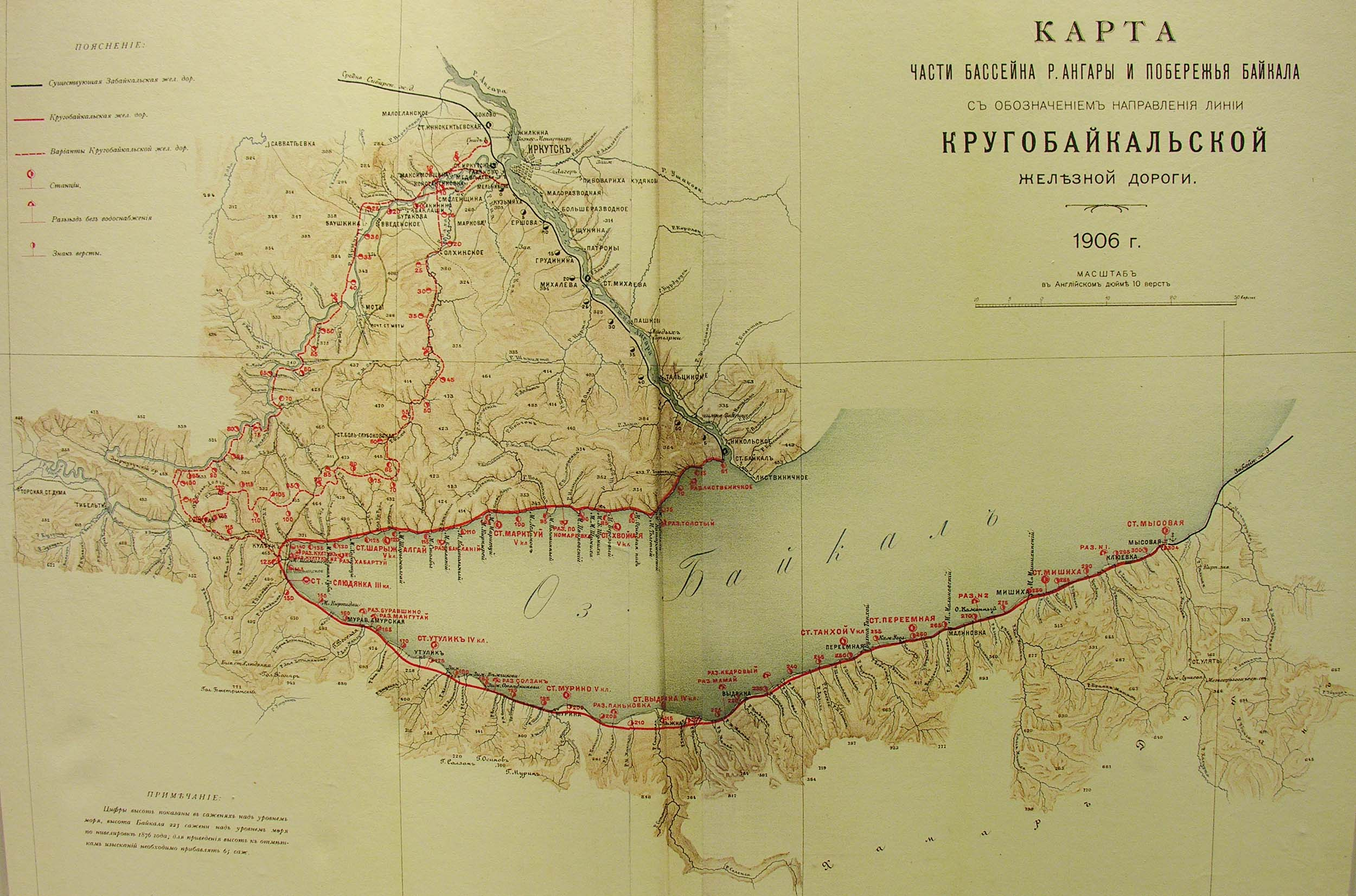
Варіанти проходження Навколобайкальської залізниці

Паралельно проводилися роботи з визначення маршруту ділянки дороги, покликаної з'єднати «розрив» на Сибірській магістралі. Східний її відрізок, від Мисової до Култука, що проходить по рівнинному і пологому південному березі озера, не викликав суперечок. Найбільші труднощі викликала ділянка, покликана з'єднати Іркутськ і Култук. У ході досліджень, здійснених під керівництвом професора І. В. Мушкетова, було досліджено чотири варіанти проходження залізниці на цьому відрізку:
- від Іркутська по лівому березі річки Іркут через Зиркузунський хребет до селища Култук;
- від Іркутська долинами річок Велика Олха і Крута Губа та далі берегом озера Байкал до селища Култук;
- від станції Байкал до Култука по березі озера Байкал;
- від села Белектуй (розташованого на Середньо-Сибірській залізниці на захід від Іркутська) через Тункинський хребет до селища Култук.

За результатами робіт гірських інженерних партій комітетом зі спорудження Сибірської залізниці 29 червня 1899 року з чотирьох первісних варіантів було відібрано два: від Іркутська через Зиркузунський хребет і по березі озера Байкал. Протягом 1899—1900 років під керівництвом Б. У. Савримовича цими маршрутами були проведені детальні остаточні вишукування і переваги інженерів були віддані варіанту вздовж узбережжя. Незважаючи на складність берега, що становив собою скелясте пасмо з крутими схилами, що підноситься над урізом води на 270—400 метрів, розрахунки показали економічну ефективність саме цього варіанту.
Остаточне рішення щодо проходження маршруту було ухвалено комітетом зі спорудження Сибірської залізниці 9 (22) июня 1901 года. Кошторисна вартість будівництва цього відрізка Навколобайкальського шляху склала 52,52 млн руб. Начальником будівництва був призначений інженер шляхів сполучення Б. У. Савримович.

### Гідрографічні дослідження
За задумом Комітету з будівництва Транссибірської магістралі, під час побудови найскладнішої ділянки НБЗ від порту Байкал до Култука наскрізний рух мав забезпечуватися Байкальською залізничною переправою, яка після введення до експлуатації основного залізничного шляху мала б виконувати наступні функції:
- дублювальної залізничної гілки (на випадок аварій на НБЗ);
- казенного пароплавства на озері Байкал;
- залізничного поромного «стикування» з планованою в перспективі Північнобайкальською залізницею, яка мала пройти від північного краю Байкалу в район Бодайбо (один з перших проектів БАМу).

Для забезпечення роботи Байкальської залізничної переправи мали бути проведені гідрографічні дослідження озера Байкал, складені морські навігаційні карти, лоція, дослідження льоду, вибрані місця для маяків і метеорологічних станцій. Проект гідрографічних досліджень Байкалу склали 1894 року Ф. К. Дриженко та Ю. М. Шокальський.
1895 року була створена Гідрографічна експедиція Байкальського озера під керівництвом полковника Ф. К. Дриженко, яка 1896 року почала рекогносційні роботи на озері. Роботи експедиції тривали літніми сезонами 1897—1902 років, причому 1902 року досліджувалася річка Верхня Ангара і волок від Верхньої Ангари до Бодайбо.
Результатом роботи експедиції стали морські навігаційні карти та атлас Байкалу, лоція озера з описом фізико-географічних умов плавання, атлас Верхньої Ангари, атлас волока до Бодайбо, побудовані маяки і метеорологічні станції.

### Будівництво колії
Спорудження колії від Іркутська до байкальського мису Малий Баранчик (на сучасних картах мис Устянський), на якому розташований порт Байкал, велося з 1896 по 1900 рік; загалом на ці цілі було витрачено 3,47 млн руб. До цього часу також була добудована залізниця від Сретенська до Мисової на східному березі Байкалу.
Будівництво дільниці НБЗ на східному березі розпочалося наприкінці 1899 року, спочатку сили будівельників були кинуті на дільницю від Мисової до Танхоя. Потім було прокладено дільницю від Танхоя до Слюдянки. При будівництві цих відрізків широко застосовувалася праця арештантів і каторжників Олександрівської в'язниці.

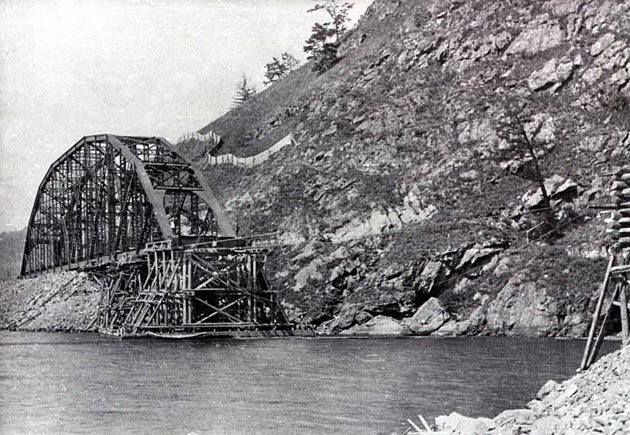
Накочування Горбатого моста в бухті Березовій

Зведення найскладнішого відрізка, від Слюдянки до станції Байкал, розпочалося лише навесні 1902 року, а терміном закінчення робіт Комітетом зі спорудження Навколобайкальської залізниці була названа дата 15 серпня 1905 року.
Берег Байкалу на цій дільниці становив собою кам'янисте пасмо, що підноситься над урізом озера на висоту до 400 метрів. За попереднім планом, на цій ділянці було необхідно спорудити 33 тунелі загальною вартістю 5,3 млн рублів; підпірних стінок на суму 3,7 млн рублів; віадуків на суму 1,6 млн рублів. Через можливий негативний вплив вод озера була розрахована мінімальна висота пролягання залізничного полотна над урізом води Байкалу — 5,33 м. Технічні умови при влаштуванні роз'їздів визначали пропускну здатність залізниці — 14 пар потягів на добу.
Через відсутність прибережної тераси транспортування всіх матеріалів до місця будівництва (за винятком каменю, видобутого на місці) здійснювалася по воді (влітку — на баржах, взимку — на гужовому ходу по льоду). Складний рельєф берега, складеного практично скрізь скельними породами, змусив будівельників переважну частину маршруту залізниці прокладати у тунелях або на штучних полицях, вирубаних у скелях; ухили залізниці доводилося зміцнювати підпірними стінками. Будівництво велося практично вручну; труднощі і незгоди, несені робітниками, посилювалися спекотним літом і суворою зимою.
На кожен кілометр колії було витрачено в середньому близько вагона вибухових речовин, а також було проведено земляних робіт з обсягом, приблизно рівним 400 вагонів. Насипи склали 28,7 % довжини колії, виймання — 71,3 % (причому велика частина — у скельних ґрунтах). Верхню будову колії на шляху довелося обтяжити: були використані потужні рейки, збільшено кількість шпал. Через складний рельєф довелося зменшити мінімальний радіус кривих у поворотах.

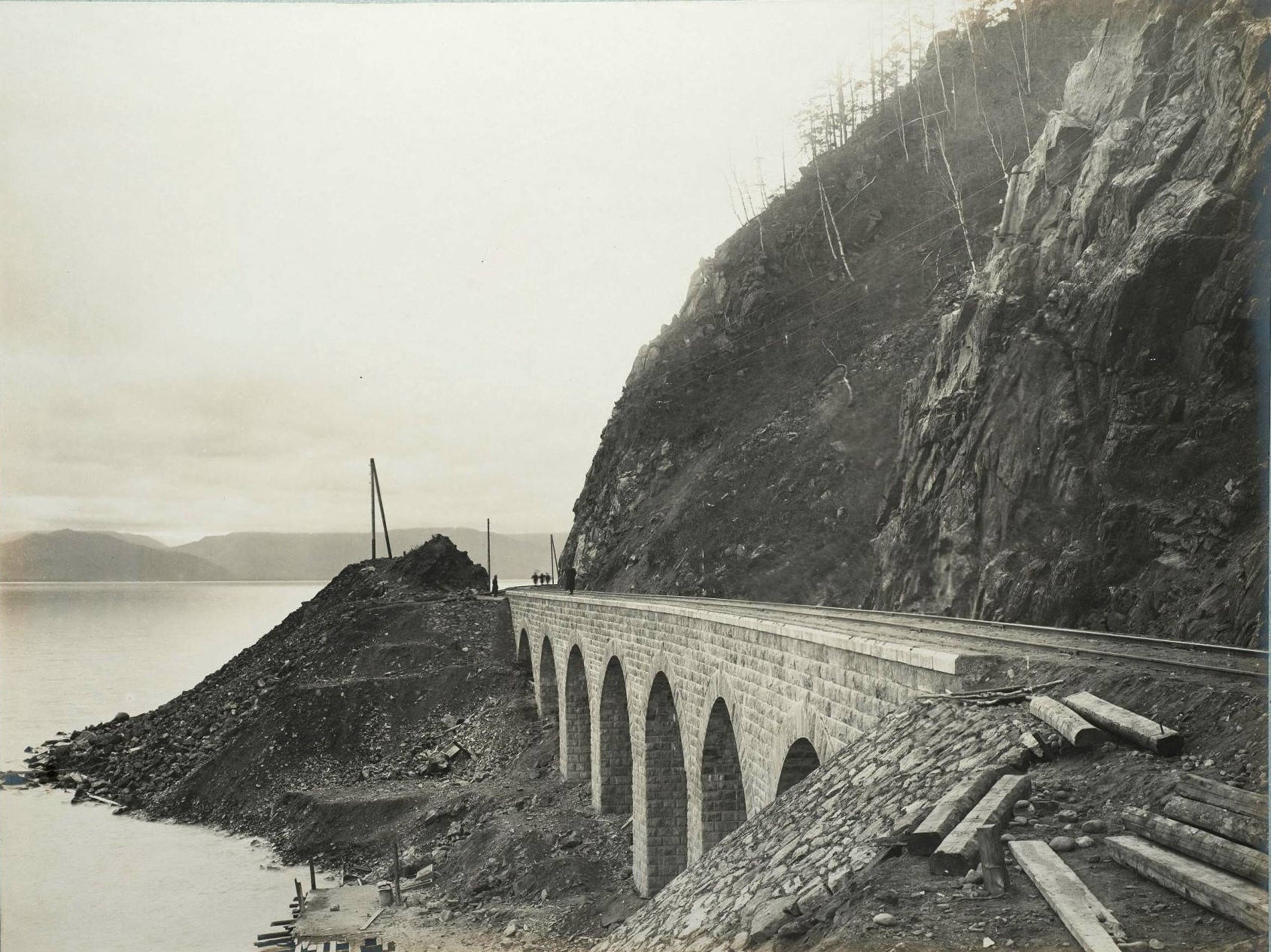
Будівництво одного з кам'яних віадуків

У будівництві НБЗ брали участь іноземці — албанці, поляки, особливо великим був внесок італійських фахівців. Зокрема, у будівництві тунелів брали участь понад 600 фріуліанських майстрів-тунелебудівників. Пам'ять про це збереглася у назві однієї з підпірних стінок — Італійської.
Роботи з будівництва магістралі були пришвидшені через початок Російсько-японської війни 1904—1905 років. Спочатку, в 1901—1902 роках, на будівництві магістралі працювало близько 9 тис. робітників, а в 1903—1904 роках — 13,5 тис. осіб. Основні сили були пущені на введення в експлуатацію залізничного полотна, тому роботи з розвитку станцій та селищ на шляху прямування залізниці не проводилися.
Робочий рух поїздів маршрутом НБЗ розпочався 18 сентября (1 октября) 1904 года, а 16 (29) октября 1905 года шлях був прийнятий до постійної експлуатації. Довжина магістралі в остаточному вигляді від станції Байкал до Мисової склала 244 версти (260 км). Підсумкова вартість одного кілометра НБЗ склала близько 130 тис. руб. порівняно з 93 тис. руб. на інших відрізках Транссибу).

### Байкальська залізнична переправа
З метою встановлення наскрізного залізничного сполучення було вирішено до закінчення будівництва Навколобайкальського шляху з'єднати береги озера залізничною поромною переправою. Для роботи на переправі в англійському Ньюкаслі на верфі Sir W G Armstrong Whitworth & Co Ltd були замовлені два пороми-криголами — «Ангара» і «Байкал».
24 квітня 1900 року пором «Байкал» водотоннажністю 3470 тон здійснив свій перший робочий рейс, маючи на борту 500 пасажирів, 167 коней, 2 паровози, 3 вагони і 1000 пудів вантажу. 1 серпня 1900 року почалися робочі рейси «Ангари» з перевезення вантажів і пасажирів. 10 жовтня 1901 року «Байкальська залізнична переправа» була офіційно прийнята до експлуатації і увійшла до складу Забайкальської залізниці. Загальна вартість комплексу досягла 6,74 млн руб.

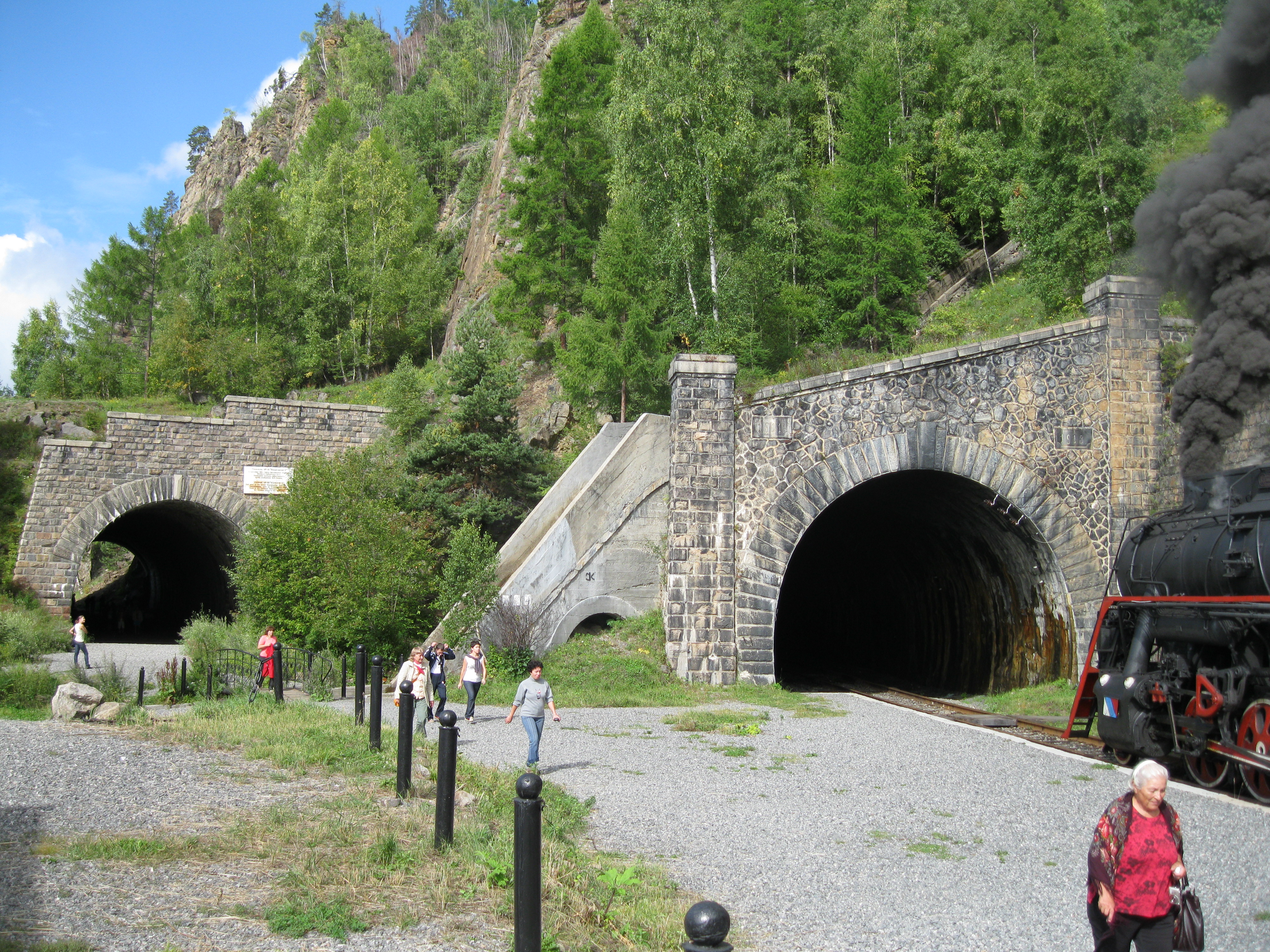
Тунелі № 18 (не експлуатується з 1913 р.) та № 18-біс біля струмка Кіркірея (тут відбулося стикування Великого Сибірського шляху: останній костиль 13.09.1904 вбив міністр ШС Росії М. І. Хілков)

З січня 1901 року, після закінчення навігації «Байкалу» і «Ангари», почала діяти залізниця, прокладена по льоду. Вагони по ній переганялися поштучно на гужовій тязі. Паралельно до залізничної гілки прокладалося льодове шосе. Залізнична гілка і шосе по льоду мали хоча б частково замінити поромну переправу. З 9 січня почався рух по льоду на санях, а з 12 січня льодовою залізницею. Згодом подібні шляхи прокладалися щозими до пуску Навколобайкальської залізниці 1905 року. Особливо інтенсивно льодові траси діяли під час Російсько-японської війни.

### Активна експлуатація
Із введенням всієї траси НБЗ маршрут Транссибу навколо Байкалу був повністю замкнутий, магістраллю пішли вантажі, пасажирські вагони. Навколобайкальську залізницю називали «Золотою пряжкою сталевого поясу Росії».
Спочатку шлях був побудований в одній колії; в 1911—1914 роках були проведені роботи зі спорудження колій, що дозволило збільшити пропускну здатність Навколобайкальської залізниці до 48 пар поїздів на добу. При цьому при будівництві мостів та інших інженерних споруд замість природного каменю активно застосовувався новий для тих часів матеріал — залізобетон. У рамках цих робіт значна увага надавалася будівництву станцій і пристанційних селищ. Усього на ділянці Байкал — Слюдяка було утворено десять зупинних пунктів. Також було вжито заходів щодо поліпшення безпеки руху, виключення обвалів і т. ін.

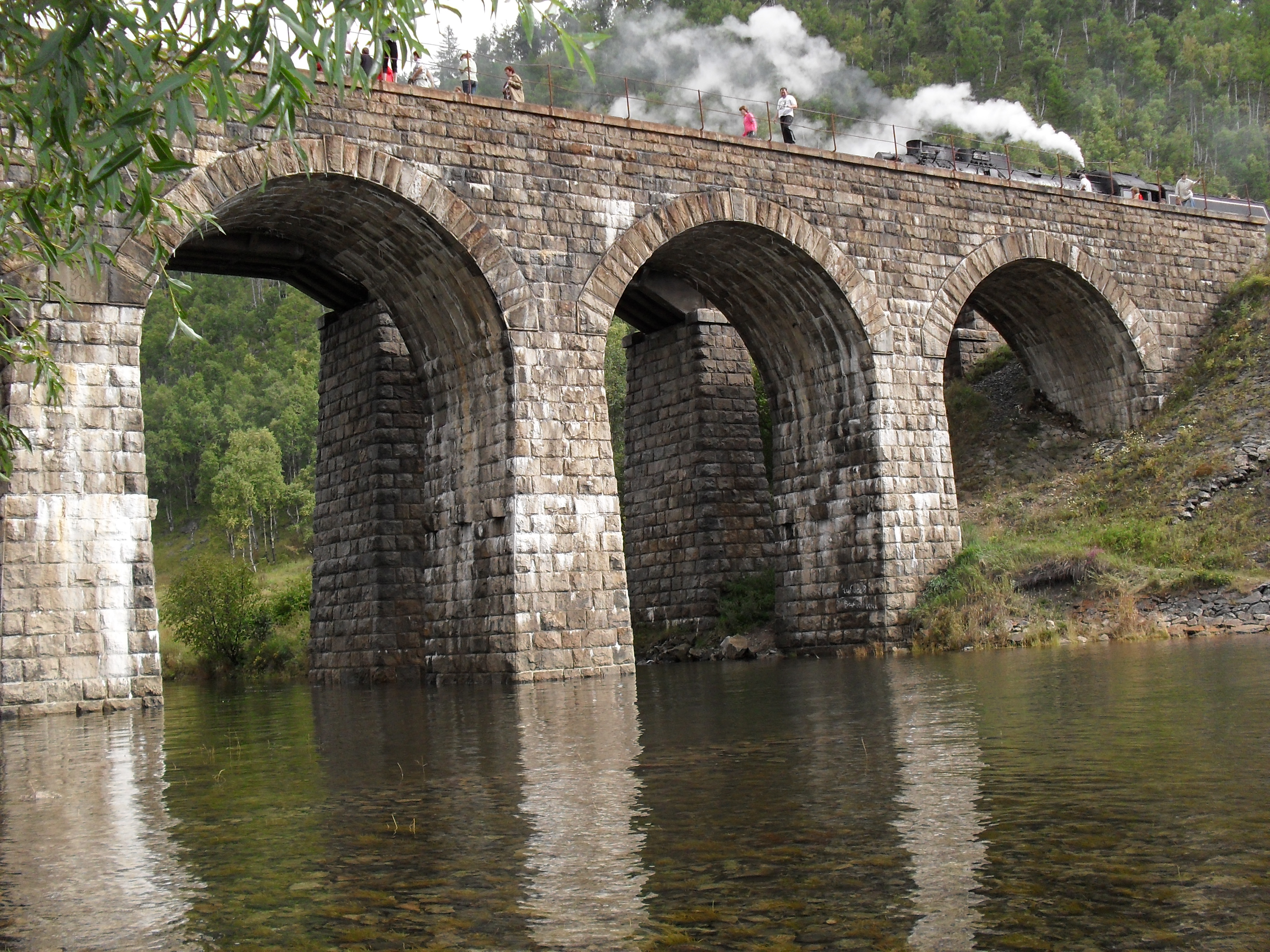
Один з мостів на НБЗ

В ході революційних подій 1917 року і наступної Громадянської війни НБЗ була ареною активних боїв, свідченням чого є братські могили жертв тих подій. «Кіркідайський» тунель (№ 39 — за Слюдянкою в бік Мисової) був підірваний 23 липня 1918 року червоноармійцями, що відступали під натиском білочехів. Пізніше тунель був відновлений, але руху на дорозі не було майже 20 днів.
В 1930—1950-ті роки на Навколобайкальській залізниці активно розвивалися населені пункти, будувалися нові житлові будинки, казарми для військовослужбовців, електростанції тощо.

### Занепад Навколобайкальської залізниці
1940 року були розпочаті вишукувальні роботи зі зміцнення залізничного полотна та забезпечення безпеки руху на НБЗ. Через початок Великої Вітчизняної війни ці роботи були завершені тільки до 1947 року. Група розробників прийшла до несподіваного висновку: у зв'язку з величезною вартістю було запропоновано не проводити ніяких робіт на дорозі уздовж Байкалу. Натомість пропонувалося одноколійний шлях від Іркутська до Слюдянки через Олхинське плато, що на той момент ще добудовувався, перетворити у двоколійну електрифіковану магістраль.
Будівництво перевального шляху Іркутськ — Великий Луг — Слюдянка почалось у серпні 1941 року з проходження двох тунелів поблизу станції Култук. Повністю одноколійна «зрізка» була введена в експлуатацію 1 січня 1949 року, після чого будівельники приступили до спорудження другого шляху, а в середині 1950-х років лінія була електрифікована. Основний хід Транссибірської магістралі був переведений на нову ділянку, помітно скоротивши шлях порівняно з Навколобайкальською гілкою.
1950 року розпочалося будівництво Іркутської ГЕС. У зв'язку з цим частину Транссибу від Іркутська до селища Байкал, що проходила вздовж річки Ангари (не відноситься до НБЗ), було розібрано 1956 року і цього ж року затоплено при наповненні Іркутського водосховища (від неї збереглися лише залишки дамби на березі Ангари поблизу селища Байкал). В результаті сформувався сучасний, «тупиковий» маршрут НБЗ (Слюдянка-II — Байкал). Магістраль втратила своє стратегічне значення, кількість пар потягів на дорозі різко зменшилася, з тунелів і мостів була знята охорона. У зв'язку з непотрібністю був розібраний перший шлях НБЗ.
На початку 1980-х років навіть лунали голоси за закриття шляху або будівництво на його місці автомобільного шосе. Поступово стали порожніти селища вздовж дороги, люди стали залишати будинки. Практично єдиним засобом зв'язку з «великою землею» для жителів цих місць стали нечасті рейси паровоза (пізніше — тепловоза) з пасажирськими і вантажними вагонами (з 2012 року замість нього може використовуватися також дизель-поїзд РА2 або автомотриса РА1) сполученням Слюдянка — Култук — Байкал (порт Байкал пов'язаний поромом із селищем Ліствянка, що перебуває на протилежному березі Ангари). Водночас, прокинувся інтерес до НБЗ як до пам'ятки історії та інженерного мистецтва. Влітку 1975 року за завданням ВТОПІК була проведена експедиція з обстеження та опису шляху.

## Сучасний стан

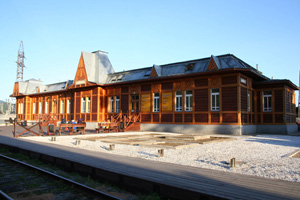
Вокзал станції Байкал

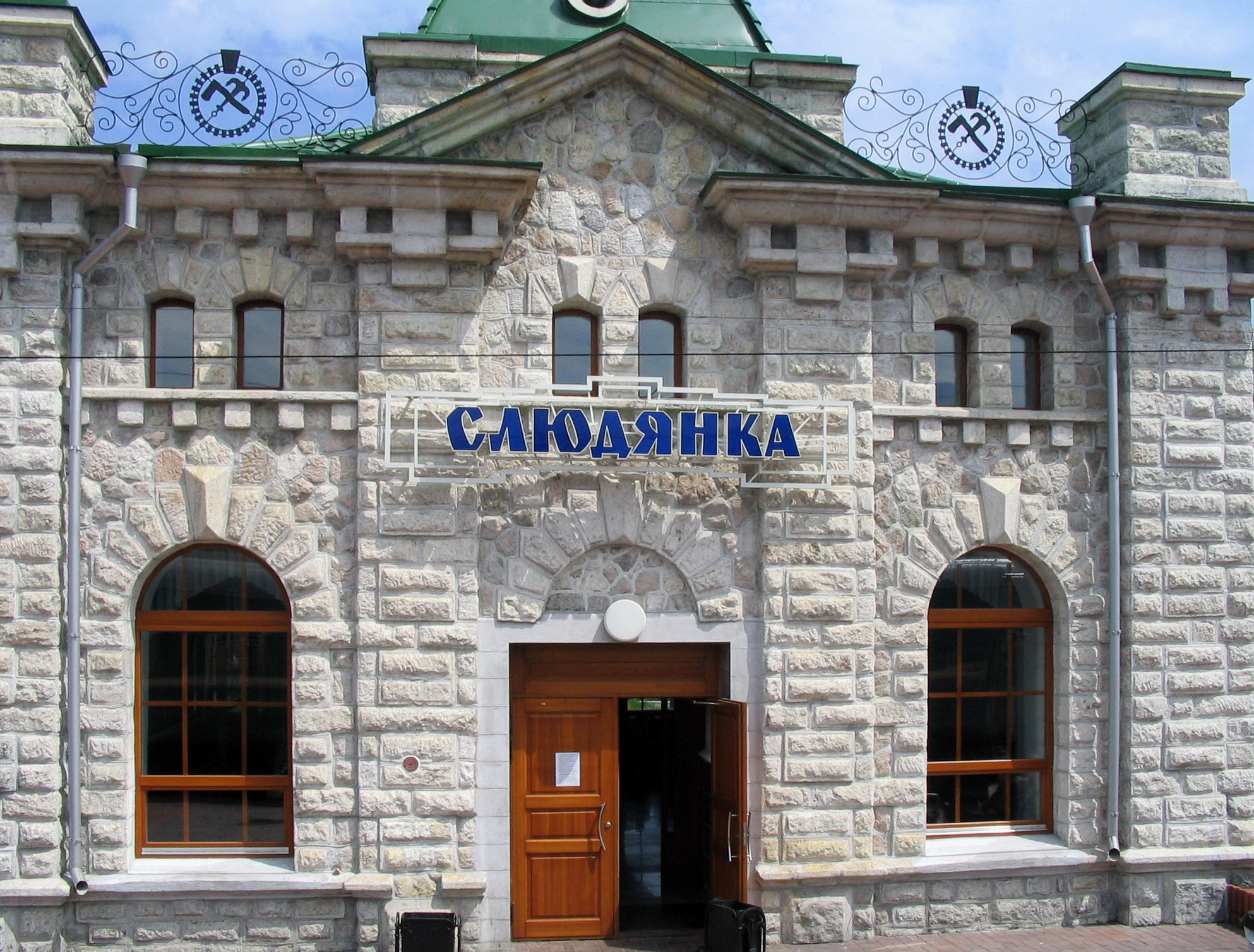
Вокзал у Слюдянці (у будівлі вокзалу відкрита музейна експозиція, присвячена НБЗ)

Наразі Навколобайкальською залізницею зазвичай називають гілку Слюдянка II — Байкал завдовжки 89 кілометрів. На дорозі зараз є чотири станції (Култук, Марітуй, Уланове і Байкал) та один роз'їзд 137-й км. На НБЗ використовуються 38 тунелів загальною довжиною 9063 м (найдовший з них — тунель через мис Половинний довжиною 777 м), 15 кам'яних галерей загальною довжиною 295 м (зараз використовується лише 5 з них) і 3 залізобетонні галереї з отворами, 248 мостів і віадуків, 268 підпірних стінок. За насиченістю інженерними спорудами НБЗ не має рівних у Росії і займає одне з перших місць у світі. Тунелі й кам'яні галереї НБЗ унікальні тим, що вони будувалися за нетиповими проектами і не були перебудовані в наступні роки, зберігши первісний задум архітекторів та інженерів початку XX сторіччя.
У 1980-1990-х роках була проведена деяка реконструкція шляху, проведено ряд заходів зі зміцнення споруд, перекладений новий шлях на всьому протязі. На початку XXI сторіччя шляхом регулярно курсує один потяг (тепловоз і два вагони) чотири рази на тиждень туди і назад. Час у дорозі від Слюдянки до станції Байкал — 4 години 40 хвилин. Цей потяг іменується жителями придорожніх селищ словом «передача», що відбиває значення цього транспорту для забезпечення предметами першої необхідності. Ще одна назва потягу — «мотаня» (мотається між станціями, тому і «мотаня»). Також періодично ходять туристичні поїзди, у тому числі з паровозною тягою та оформленням вагонів у стилі «ретро». Є можливість орендувати для туристичних цілей дрезину.

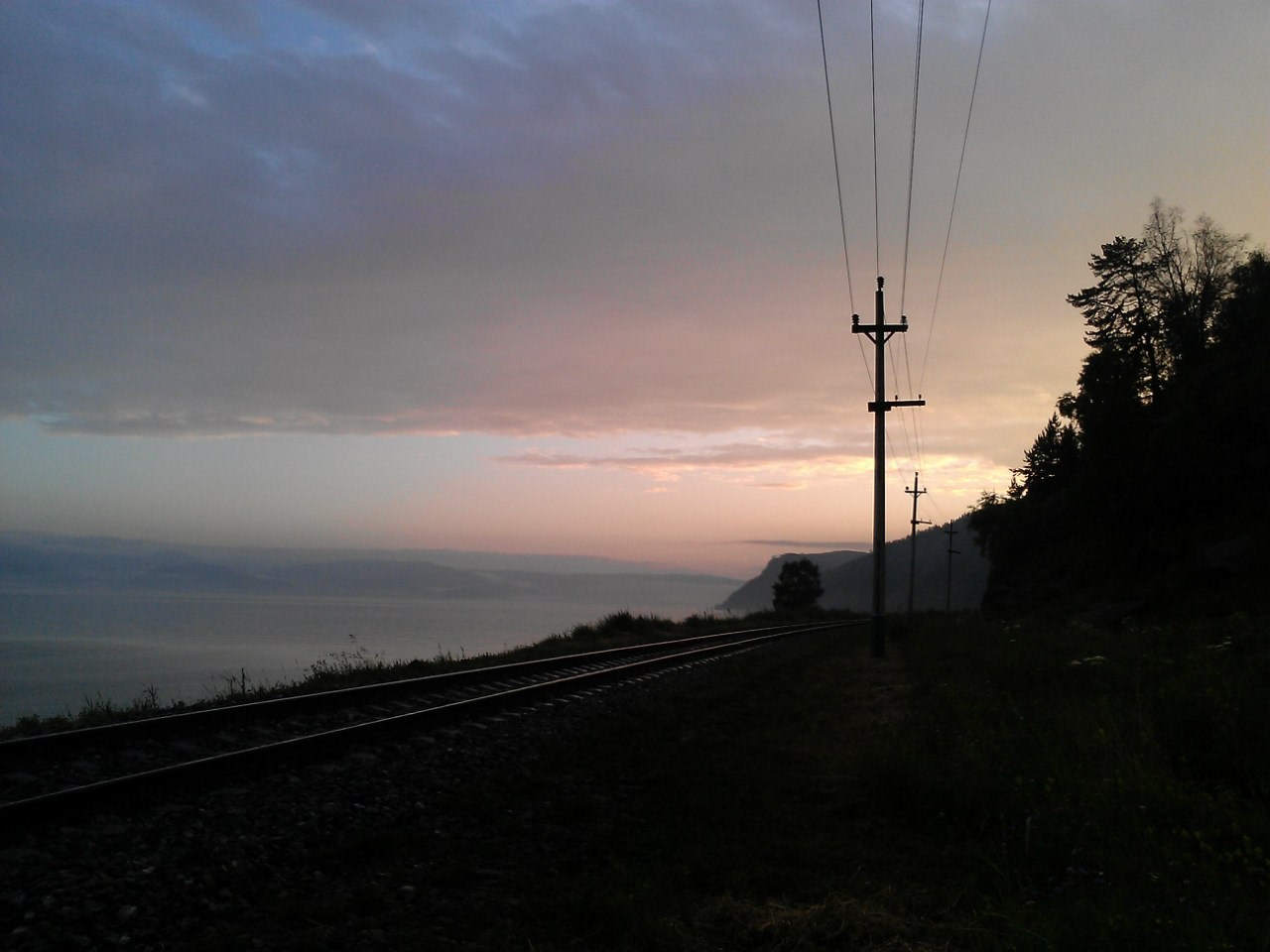
Захід сонця на НБЗ

21 грудня 1982 року рішенням Іркутської облради ділянку НБЗ Байкал — Култук було оголошено архітектурно-ландшафтним заповідником і взято під державну охорону. Наразі територія НБЗ у межах зони відчуження простягається від станції Слюдянка-I до станції Байкал на 94 км, відходячи від узбережжя Байкалу на 106—213 м, далі починається територія Прибайкальского національного парку. З початку 1980-х років почав поступово освоюватися туристичний потенціал НБЗ (утім, на обмежених масштабах як дачне місце та зони відпочинку станції на шляху використовувалися з моменту її побудови). Працює ряд туристичних баз (134 км «Таёжная», 102 км «Шумиха», 98 км «Хвойная», 80 км «Ретро» і «Серебряный ключ»), розвинений «дикий» туризм. У даний час освоєнням туристських можливостей дороги, в тому числі і для зарубіжних туристів, активно займається ВАТ «Російські залізниці».
Окрім власне «залізничних» пам'яток туристів за маршрутом НБЗ приваблюють численні пам'ятники природи: скельні відшарування («Біла виїмка» та ін.), кам'яні останці тощо. В селищах уздовж НБЗ, особливо в Марітуї, зберігся ряд дерев'яних будівель початку XX сторіччя, побудованих у стилі модерн.
Також на маршруті НБЗ розміщені наступні установи:
- 80 км — науково-дослідна експериментальна база Центру збереження історико-культурної спадщини;
- 106 км — база інституту ядерних досліджень (тут під водою Байкалу з 1993 року працює Байкальський підводний нейтринний телескоп NT-200+)[35];
- 119—120 км (Марітуй) — місце практики студентів біолого-ґрунтового факультету Іркутського державного університету.

Восени 2005 року був проведений комплекс заходів з відзначення 100-річчя шляху. До цієї події був перебудований вокзал на станції Байкал (відкрита музейна експозиція, присвячена НБЗ), реконструйований вокзальний комплекс станції Слюдянка.
У листопаді 2013 року проводився капітальний ремонт колії від станції Култук до станції Марітуй. Маршрути приміських потягів, що слідують від станції Слюдянка-1 до станції Байкал і в зворотному напрямку, були розбиті на дві частини зі збереженням розкладу і зупинок, між станцією Култук і з/п Шарижалгай курсували вахтові автобуси.

## Перелік станцій і зупинних пунктів
| Км  | Станція/зупинний пункт | Місце знаходження               |
| --- | ---------------------- | ------------------------------- |
| 72  | станція Байкал         | селище Байкал                   |
| 74  | з. п. 74 км            | селище Байкал                   |
| 78  | з. п. 78 км            | турбаза «Серебряный Ключ»       |
| 80  | з. п. 80 км            | турбаза «Ретро»                 |
| 98  | станція Уланове        | турбаза «Хвойная»               |
| 102 | з. п. 102 км           | селище Шумиха, турбаза «Шумиха» |
| 106 | з. п. 106 км           | селище Іванівка                 |
| 107 | з. п. 107 км           | селище Пономарівка              |
| 110 | з. п. 110 км           | селище Половинна                |
| 119 | станція Марітуй        | село Марітуй                    |
| 120 | з. п. 120 км           | село Марітуй                    |
| 129 | з. п. 129 км           | селище Баклань                  |
| 134 | з. п. 134 км           | турбаза «Таёжная»               |
| 137 | з. п. 137 км           | Центр ділових зв'язків ССЗ      |
| 138 | з. п. Шарижалгай       | база Шарижалгай                 |
| 139 | з. п. 139 км           | селище Шарижалгай               |
| 149 | з. п. 149 км           | селище Ангасольська             |
| 154 | з. п. 154 км           | селище Широка                   |
| 156 | станція Култук         | селище Култук                   |
| 159 | з. п. 159 км           | селище Култук                   |
| 161 | станція Слюдянка-II    | місто Слюдянка                  |

## Випадки і події

### Обвали та інші природні явища
Серйозною проблемою на НБЗ є досі часті обвали і селеві потоки. Ще за часів проведення перших досліджень інженери відзначали сильну вивітреність гірських порід і численні осипи. Масове підрізування крутих схилів, що спускалися до озера, під час будівництва залізниці спровокувало катастрофічну активізацію геодинамічних процесів. Серйозні обвали траплялися під час будівництва шляху, зокрема, біля тунелю № 5 у квітні 1904 року стався обвал обсягом близько 3000 м³, за місяць до закінчення будівництва в тунелі № 9 відбувся обвал обсягом близько 1000 м³, пошкодив кладку тунелю.
Результати подальших досліджень гірських порід, що лежать уздовж дороги, показали, що вони виявилися не настільки стійкими, як передбачалося при первинних дослідженнях. Крім того, виконання робіт, пов'язаних з будівництвом залізниці (особливо — із застосуванням вибухових речовин), призвело до утворення численних тріщин у товщі скель. Були зроблені висновки про необхідність розширення будівництва підпірних стінок, зрізання крутосхилів та інших заходів. У ряді місць довелося обходити небезпечні ділянки новими тунелями.

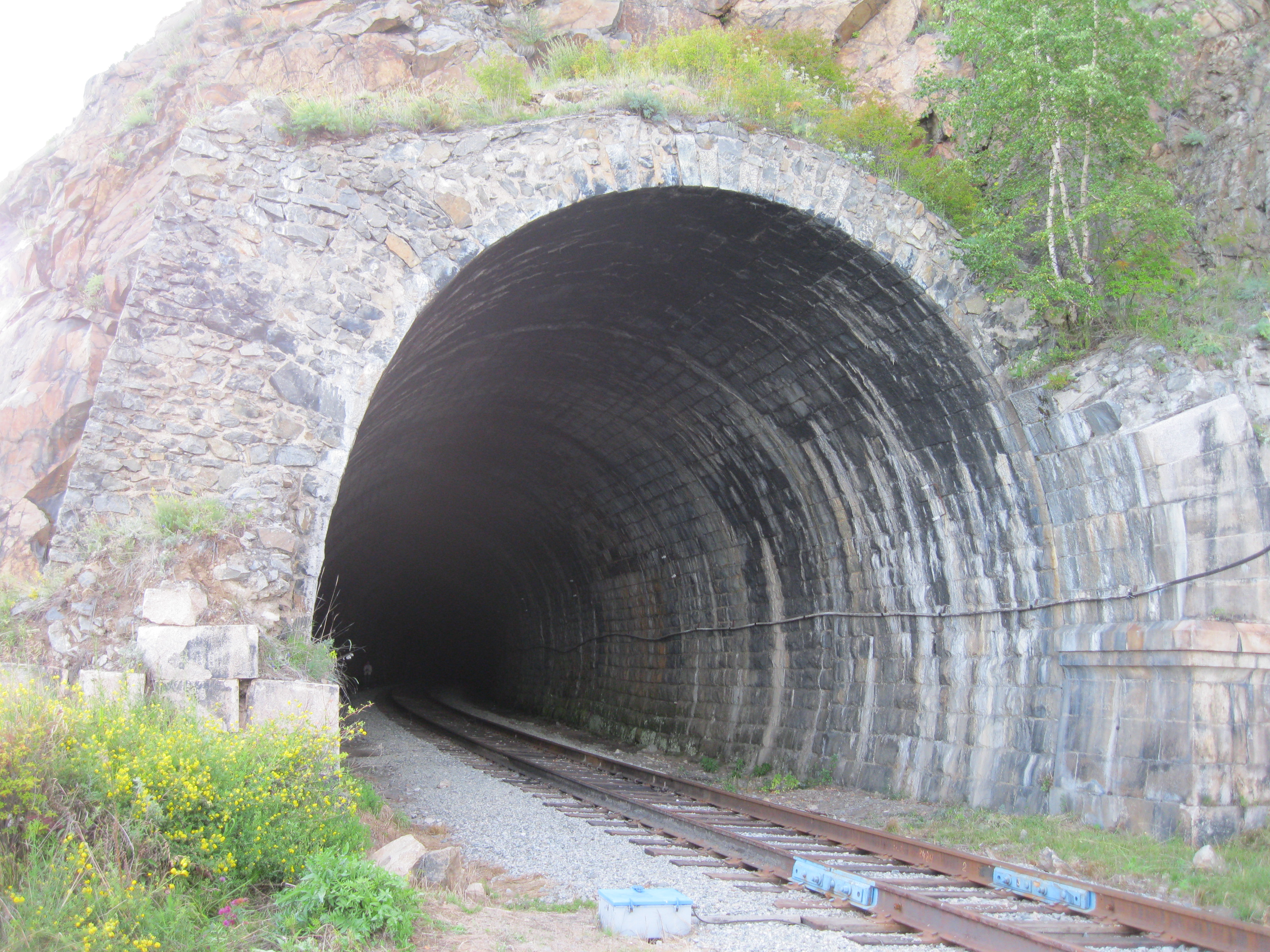
Східний портал тунелю № 9 (зруйнований селем 1971 року)

Тим не менш, незважаючи на високу активність із запобігання небезпечних природних явищ, обвали були дуже частим і небезпечним явищем на НБЗ, часто приводячи до катастроф і багатоденних зупинень роботи залізниці. Отак, наприклад:
- На початку квітня 1913 року в тунелі № 16 з Іркутського боку стався обвал об'ємом 4000 м³ породи, у результаті чого рух потягів було перервано на десять діб.
- У квітні 1929 року в результаті землетрусу на 143 км залізниці стався зсув скельного масиву, який потім обвалився з висоти 200 м. При падінні порода розбила підпірну стінку і пошкодила обидва шляхи (окремі брили досягали об'єму 30 м³, їх усували вибухом). Затримка руху в результаті обвалу досягла 12 годин.
- 1937 року брила діаметром близько 4 метрів упала на вагон потягу, що проходив знизу, пробила дах і підлогу, викликавши трощу потягу.

1936 року з метою забезпечення безпеки руху була утворена Марітуйська дистанція колії, працівники якої обслуговували одну з найскладніших у країні ділянок залізниці. 1939 року на Східно-Сибірській залізниці утворена Колійна машинна станція (КМС), що займалася протиобвальними роботами (до її складу навіть входили скелелази). Зрізання небезпечних схилів і усування окремих брил тривало протягом багатьох років, але інтенсивне руйнування схилів тривало і триває донині.
- У травні 1941 року на 87 км залізниці брила об'ємом 8 м³, зірвавшись з висоти 30 м, перекинула рухомий поїзд разом з паровозом в озеро, і він опинився в Байкалі догори колесами. Цією кам'яною брилою, яка стала своєрідною пам'яткою, досі притиснені деякі деталі вагона.
- 27 вересня 1948 року на 104 км шляху стався обвал скельного масиву (100 м завдовжки і 35 м заввишки) загальним обсягом близько 20 тис. м³, у результаті чого рух був відсутній четверо діб.
- 1982 року відбувся обвал об'ємом 900 м³, рух зупинився на тиждень.
- 1991 року обвалом обсягом близько 700 м³ завалений вхід у тунель на 140 км НБЗ.

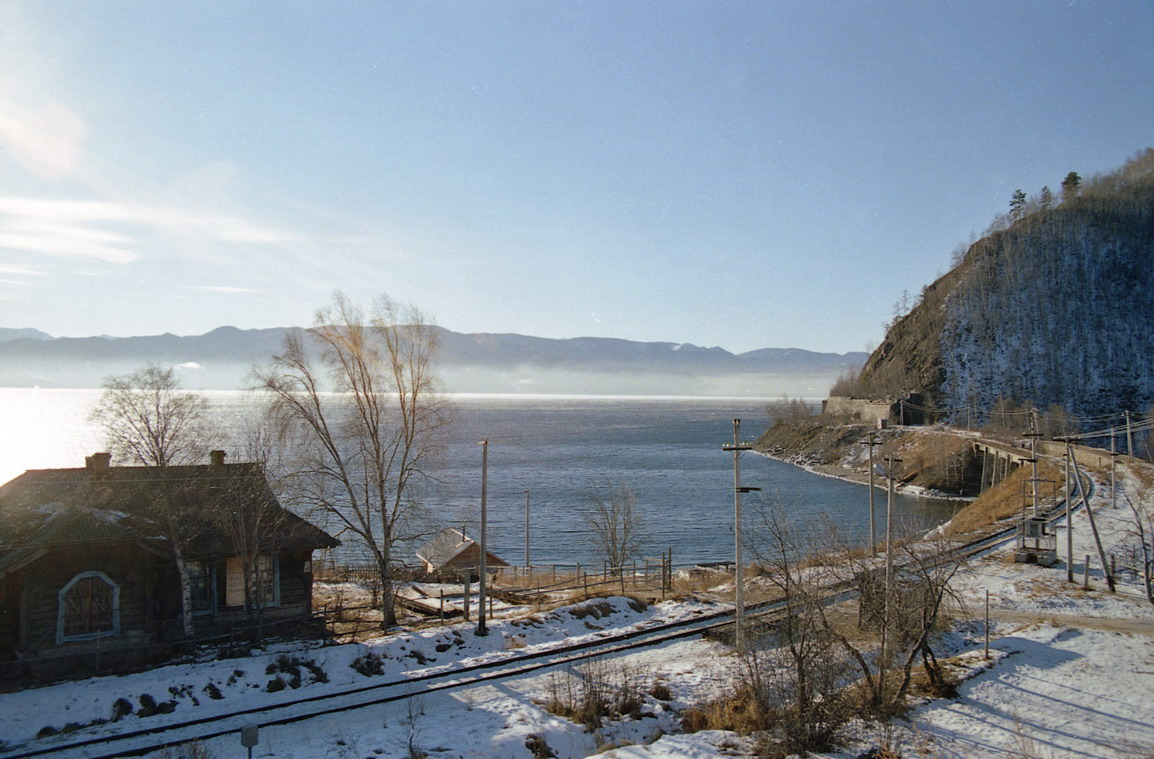
НБЗ взимку

Серед інших природних явищ, які негативно впливали на безпеку руху на НБЗ, слід зазначити селеві потоки і паводки. Найбільшу активність у цьому відношенні виявляла річка Слюдянка, що впадає в Байкал поблизу станції Слюдянка II. Катастрофічні наслідки носив селевий потік на цій річці, що стався 29 червня 1934 року, який змив кілька житлових будинків і заніс станцію товстим шаром мулу і піску. 1960 року селевий потік на Слюдянці знову замив залізничні колії, зруйнував ряд дамб. Потужні зливи 1971 року викликали найсильніші селеві паводки, що призвело до руйнування ряду мостів і тунельних порталів, а також конструкції колії на НБЗ (перерва в русі склала майже тиждень).
Також небезпечним слід визнати незвичайне природне явище, що реєструється на півдні Байкалу: нанос льоду іноді викликає багатометрове нагромадження крижаних брил на березі, що призводить до завалювання льодом шляхів залізниці.
Тільки за 16 років з 1932 по 1947 рік відбувся 721 обвал, з них 502 без наслідків для залізниці, 201 із закриттям перегону і порушенням верхньої конструкції колії, 18 з них призвели до аварії поїзда і руйнування земляного полотна. За даними інженерної служби Східно-Сибірської залізниці, всього з 1930 по 1984 рік відзначені близько 1200 обвалів і селевих явищ. Окрім цього, зафіксовано близько 500 випадків падіння окремих каменів, що викликали пошкодження колії та рухомого складу.

За спогадами старих машиністів, поїздки Навколобайкальською залізницею завжди були якимись особливими — і важливими, і трохи тривожними.
Оригінальний текст (рос.)
По воспоминаниям старых машинистов, поездки по Кругобайкальской всегда были какими-то особенными — и важными, и чуть-чуть тревожными.

### Інші події
6 березня 1946 року пасажирський поїзд № 51 у зв'язку зі зривом стоп-крана допустив зупинку перед тунелем № 36 на перегоні Култук — Шарижалгай, а потім пройшов у тунель на швидкості 10 км/ч. Наступний за ним вантажний потяг № 961 через неуважність локомотивної бригади допустив проїзд заборонного показання маршрутного світлофора і в тунелі зіткнувся з хвостом пасажирського поїзда. Після зіткнення виникла пожежа. В результаті аварії загинуло 20 осіб, 29 було поранено.

## НБЗ в художніх творах
- Будівництво Навколобайкальської залізниці описано в романі відомого сибірського письменника Кіма Балкова «Байкал — море священне» (опублікований 1989 року).
- Навколобайкальська залізниця оспівана у вірші поета Юрія Левитанського (рос.):

И вот расступаются горы,

Уходят гряда за грядой,

Зелёный глазок семафора —

Над синей Байкальской водой.
Дежурный, давай отправление!

Пусть ветер свистит и поёт —

Нам по сердцу скорость движенья,

Сквозного движения вперёд.

- Магістраль знайшла своє відображення у творчості ряду живописців (Володимир Томіловський) і фотохудожників (Ігор Бержинський[42], Галина Коробова[43] тощо).
- У художньому фільмі «Адмірал» (2008) на кілька секунд з'являються зимові пейзажі Навколобайкальської залізниці. Помилка криється в тому, що ділянки цієї дороги показуються в той час, коли за сюжетом А. В. Колчак їде з Омська в Іркутськ, тим часом як НБЗ знаходиться на схід від Іркутська.
- У романі Б. Акуніна «Алмазна колісниця» один з героїв книги повинен був вчинити диверсію і підірвати тунель № 12 НБЗ.

## Світлини

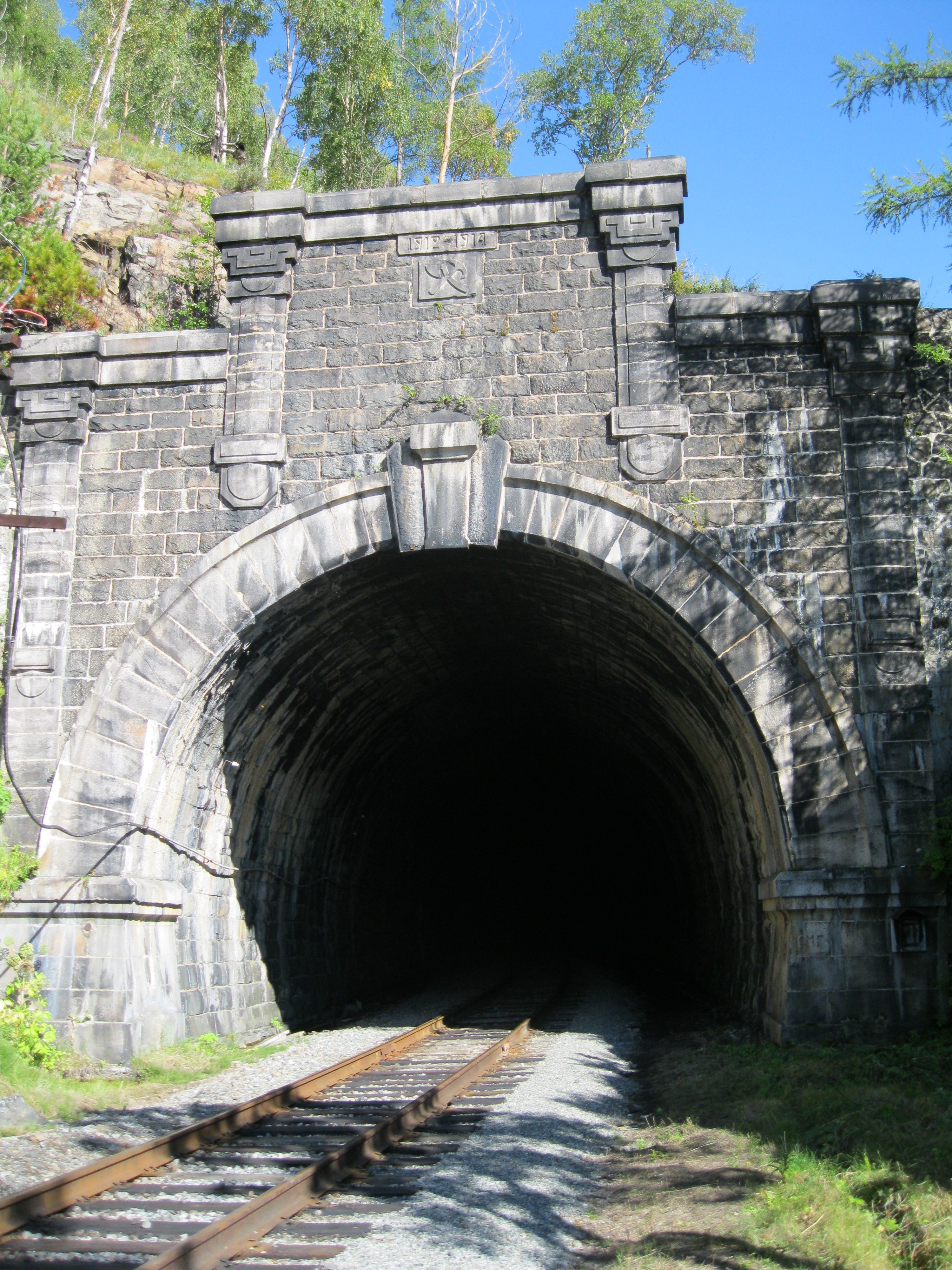
Західний портал тунелю № 9
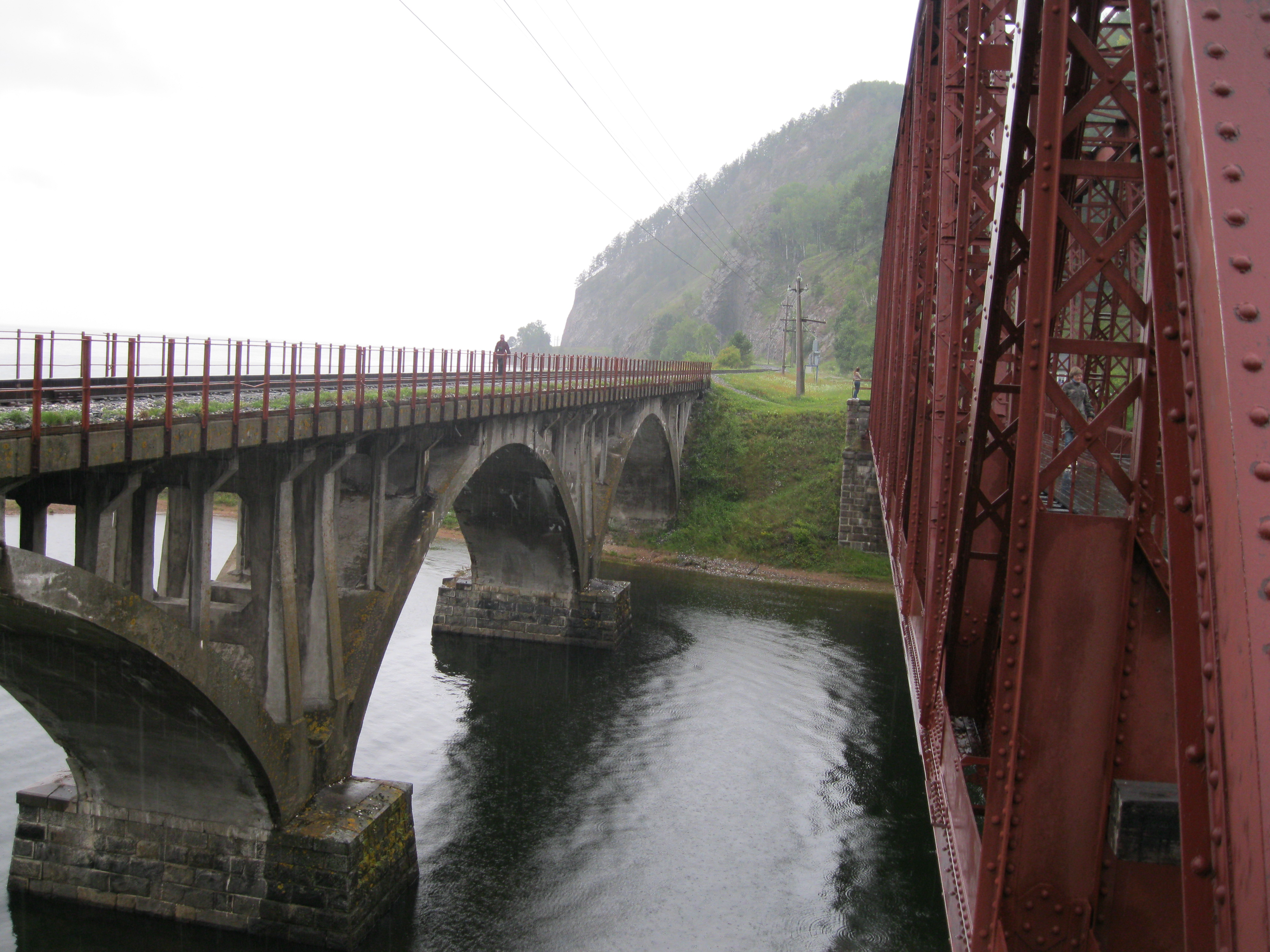
Мости на ст. Половинній
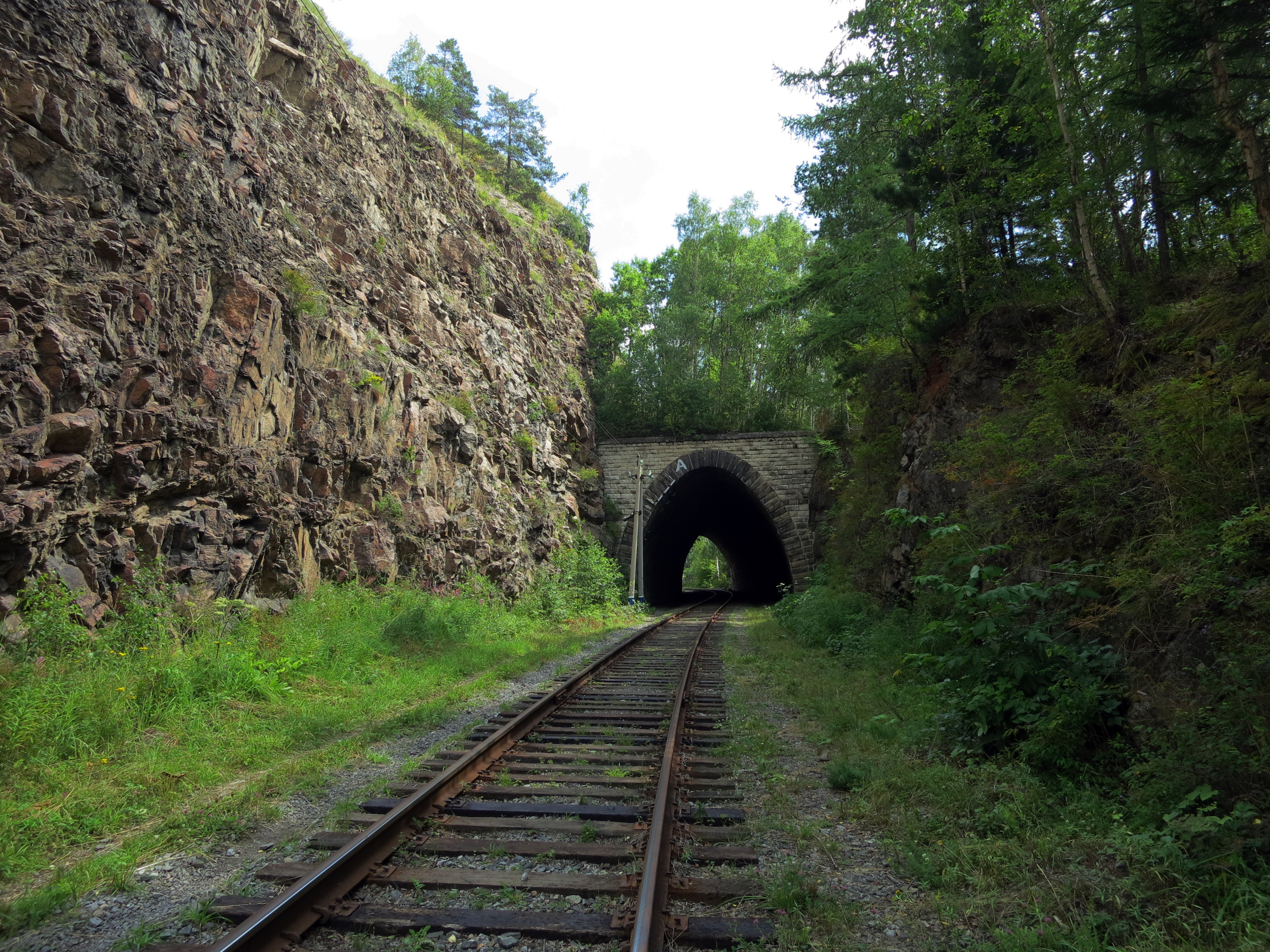
83-метрова галерея № 1 між 74-м і 79-м кілометрами зі сходу
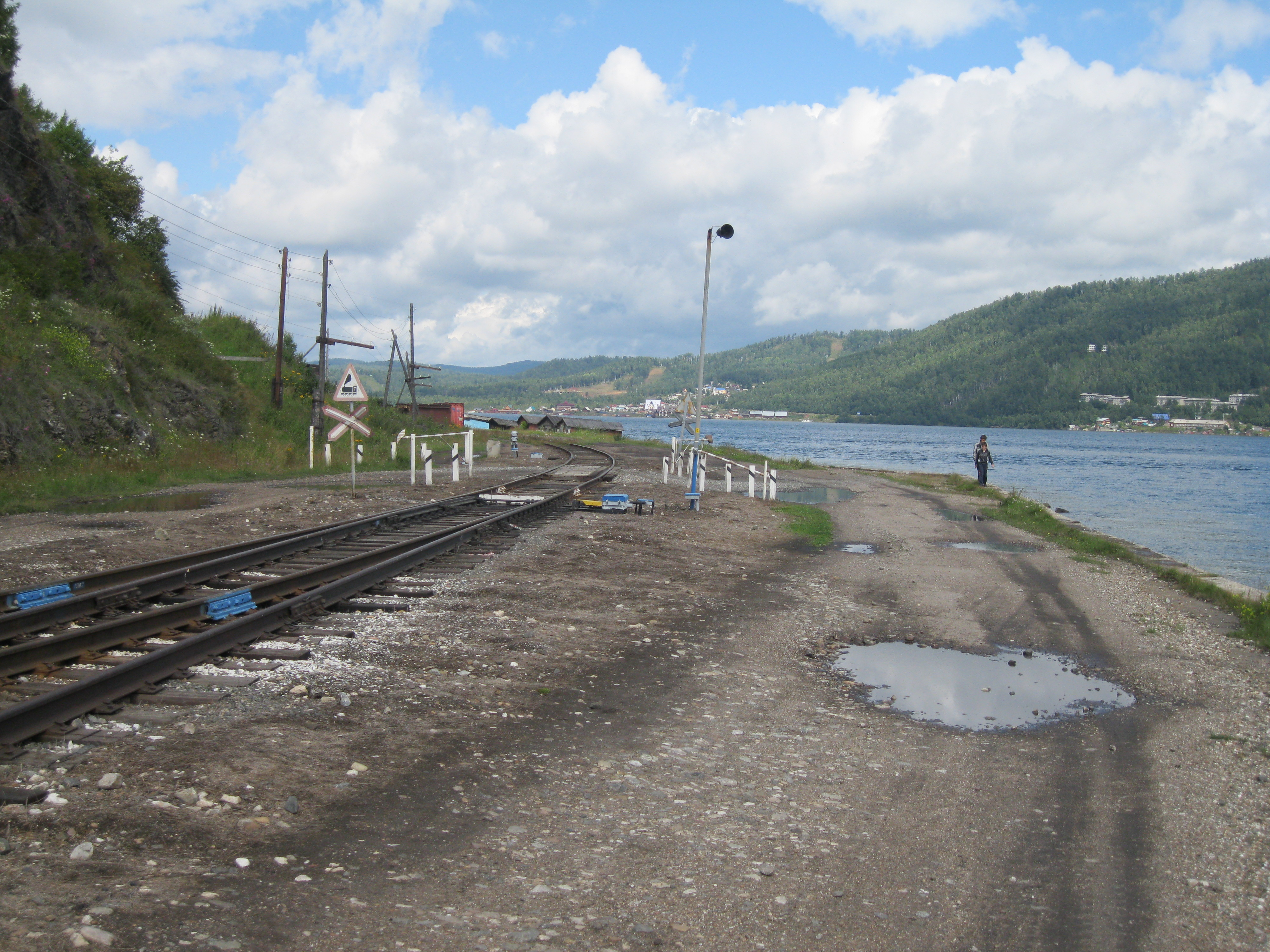
Закінчення (глухий кут) сучасної НБЗ на ст. Байкал
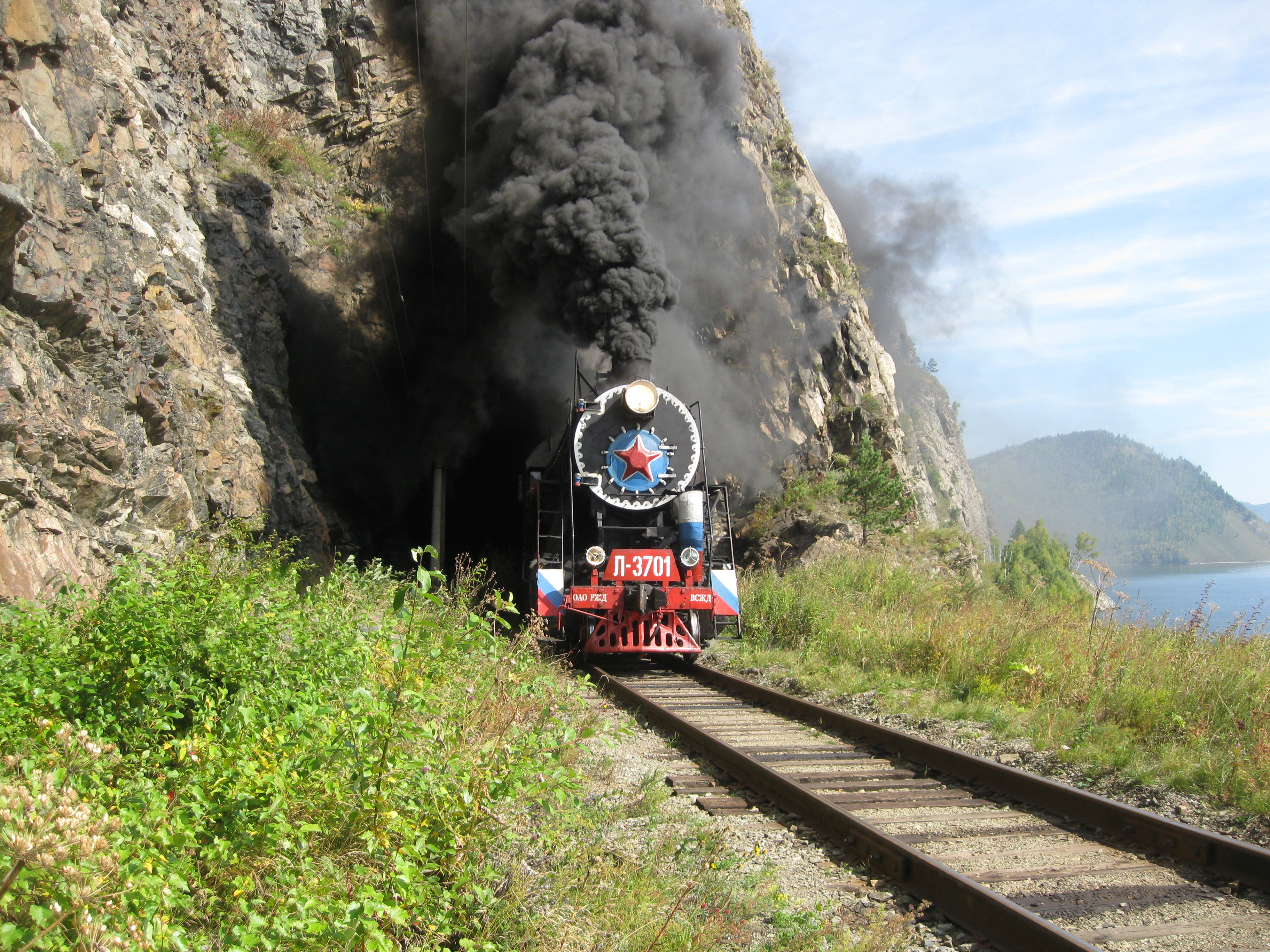
Туристичний поїзд на НБЗ
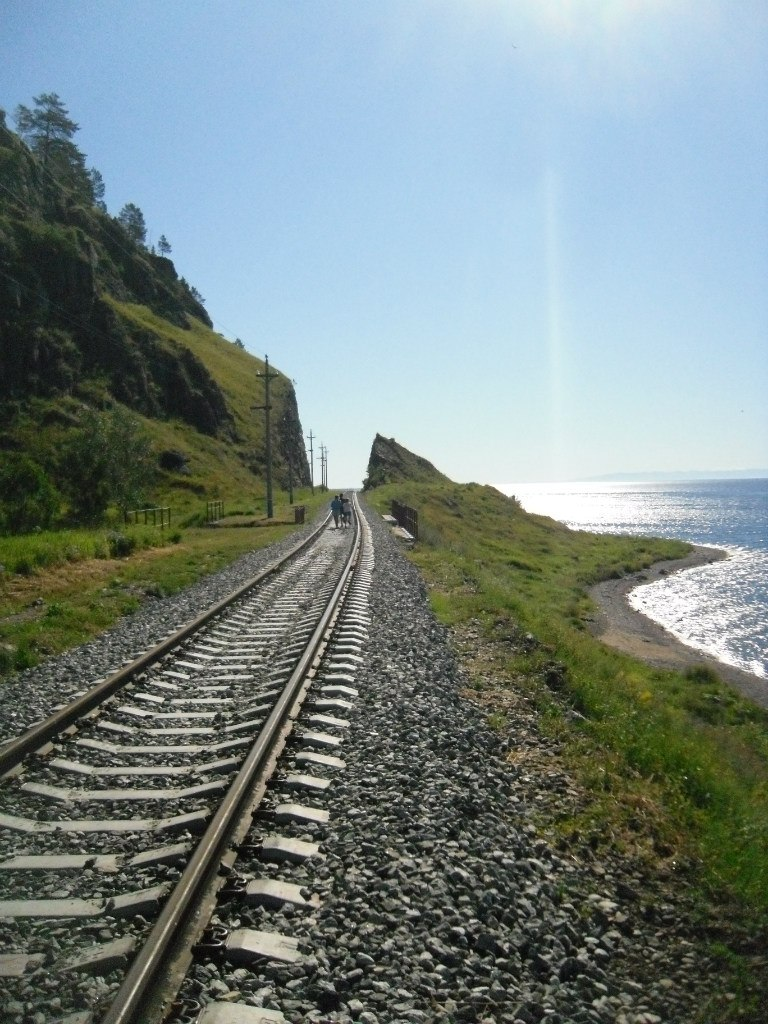
"Відкол"
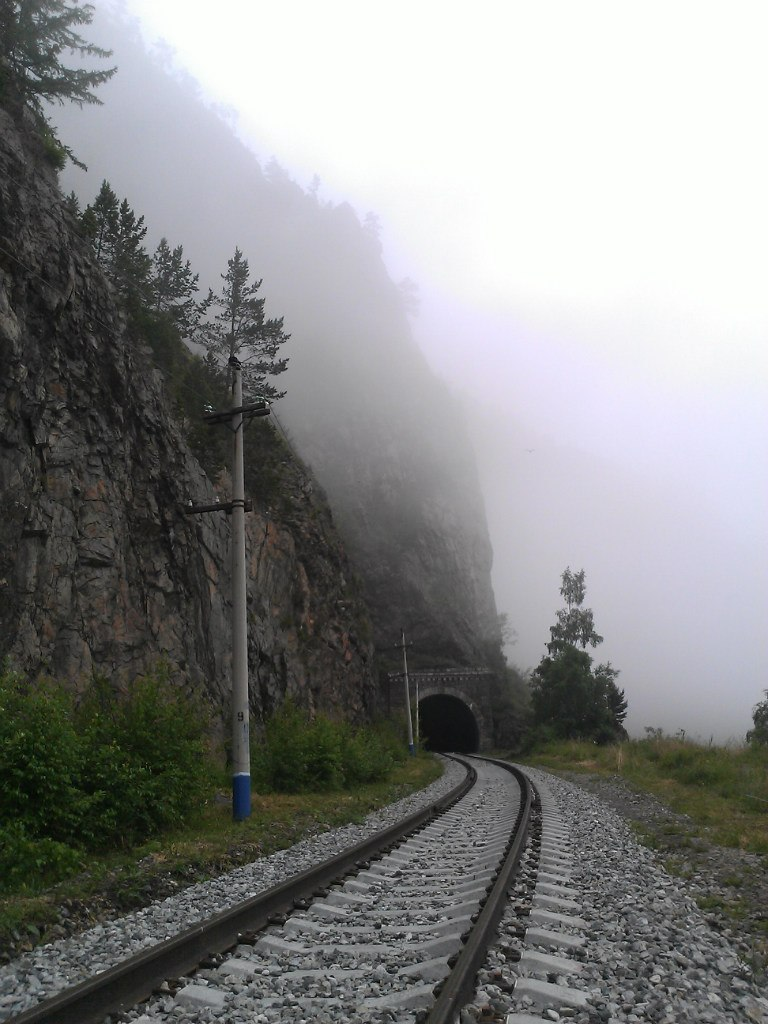
Туманний ранок
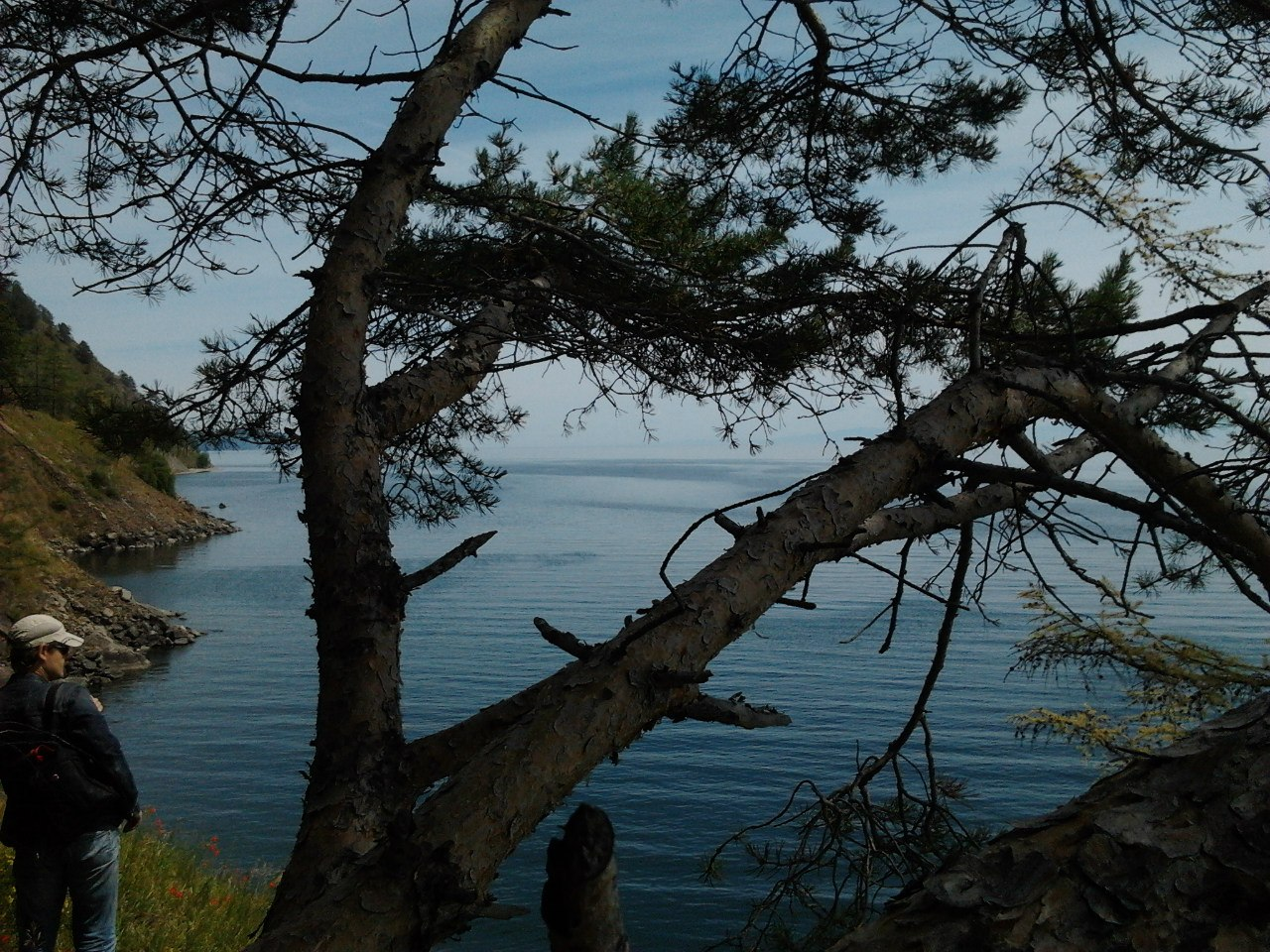
Вигляд на станції Шумиха
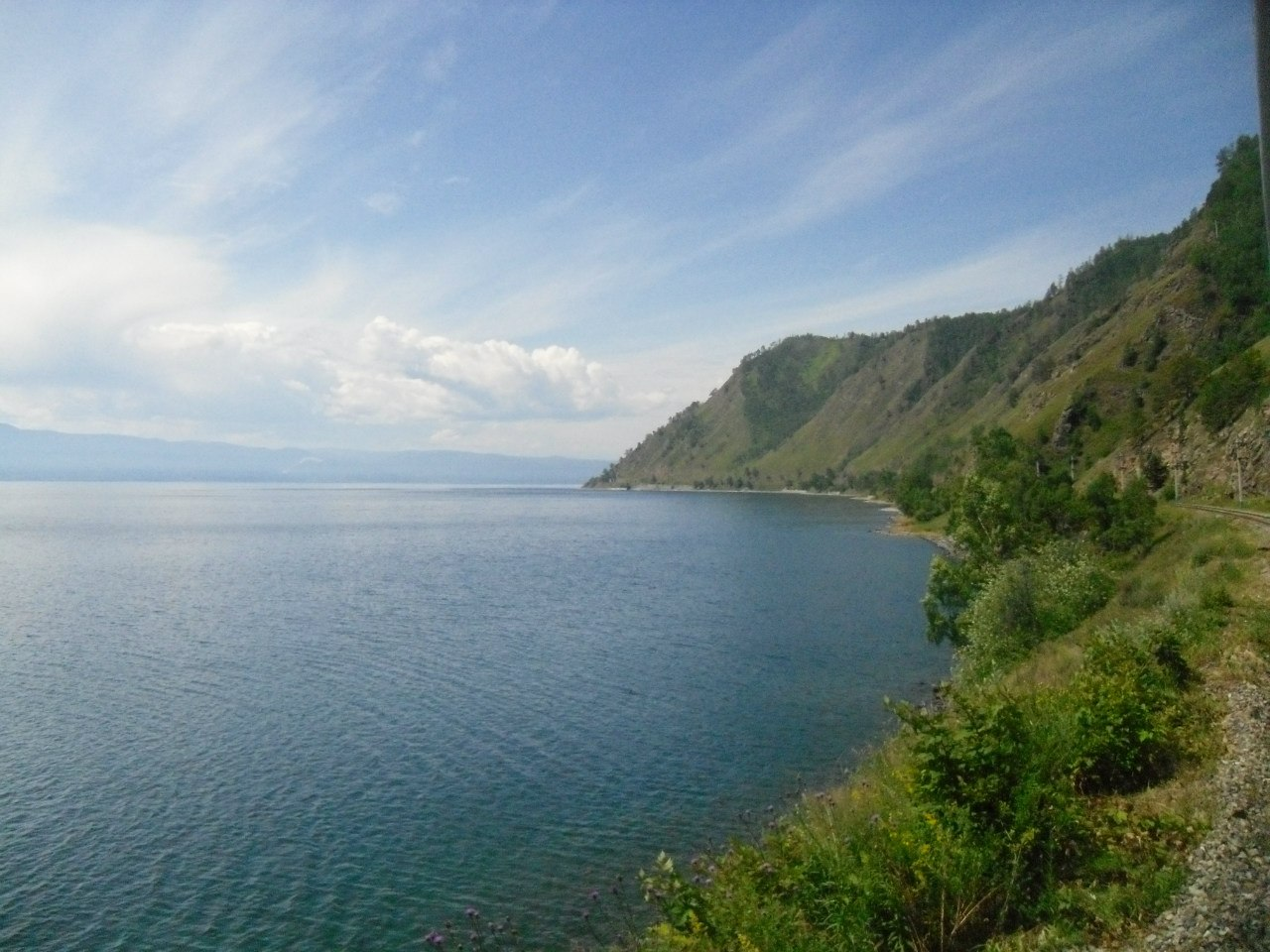
Берег Байкалу на НБЗ